# Filòloga de Guàrdia
Filòloga de Guàrdia, pseudònim d'Aida Roca (Tarragonès, 27 de setembre de 1998), és una filòloga i youtuber catalana que es dedica a la divulgació de la llengua catalana.

## Biografia
Es va graduar en Llengua i Literatura Catalanes a la Universitat Rovira i Virgili el 2021. L'any següent, va obtindre el màster en Formació del Professorat, gràcies al qual està qualificada per a exercir com a professora de català.
L'agost del 2020, en el context de la pandèmia de COVID-19 a Catalunya, va engegar un canal de YouTube, complementat per perfils d'Instagram i TikTok, per a parlar sobre diversos aspectes de la llengua catalana. Avui, acumula més de 49.000 seguidors tenint en compte totes les seves xarxes socials i el seu vídeo més vist és «La història del català», amb il·lustracions de Xènia Sumoy, que supera les 65.000 reproduccions a Youtube.
L'octubre del 2021, va presentar a la sala d'actes del Departament de Cultura, a Tarragona, el llibre Som dones, som lingüistes, som moltes i diem prou, acompanyada de Carme Junyent i Anna Montserrat. L'acte s'emmarcava dins del cicle del 50è aniversari d'Òmnium Cultural Tarragonès.
El 2022, va formar part del jurat de la primera edició del concurs de tiktoks Filològik, organitzat pel Departament de Filologia Catalana de la URV i per l'Associació de Professionals i Estudiosos en Llengua i Literatura Catalanes. El mateix any, va publicar un vídeo d'anàlisi lingüística de la primera temporada del programa de TV3 Eufòria. Així mateix, va protagonitzar juntament amb l'influenciador Berti Romero la campanya #ViuLaURVEnCatalà.
El febrer del 2023, va rebre el premi com a projecte individual en la categoria de català dels premis a joves difusors del català i l'occità atorgats per l'Euroregió Pirineus Mediterrània, just per davant de la booktuber catalana Paraula de Mixa.
El març del 2023, va publicar a través de Fanbooks i amb el pseudònim el llibre En nom de Punkpeu Fabra: Manual de català per guanyar tots els debats lingüístics de sobretaula. Alguns dels temes que tracta són el llenguatge inclusiu, els castellanismes en català, el bilingüisme als Països Catalans i els dialectes del català. El va presentar el 16 de març d'aquell any a la Llibreria Ona de Pau Clarís en col·laboració amb l'actor i humorista Albert Roig.
Actualment, fa xarrades sobre el català a instituts i altres entitats, com ara una que va fer en el marc del concurs TikCat22 d'Obra Cultural Balear a Palma l'octubre del 2022. A més, col·labora esporàdicament al programa Ràndom i SuperCampus del canal SX3.

## Obra
- Filòloga de Guàrdia. En nom de Punkpeu Fabra: Manual de català per guanyar tots els debats lingüístics de sobretaula.  Fanbooks, 8 març 2023. ISBN 978-8419150448.